# ラルディ
ラルディ（西：Lhardy）はスペインのレストラン。マドリードの中心部、サン・ヘロニモ通り第8番に立地する。フランス人のパティシエであるエミリオ・ラルディによって1839年に設立された、マドリードで最も古いレストランのひとつとされている。
創業時はパティスリーとして開店し、徐々に食事を提供し始めた。現在ではショップとバルでケーキやランチョンミート、チーズなどをイートイン、テイクアウトするほか、複数のサロンを備えたレストランとしても営業している。1885年からサモワールで提供している看板メニューのコンソメは、店内左側にセルフサービスのコーナーがある。また、ホテルや上流階級の祝い事のための高級ケータリングも行なっている。

## 歴史

### ペストリー・ショップとして開店

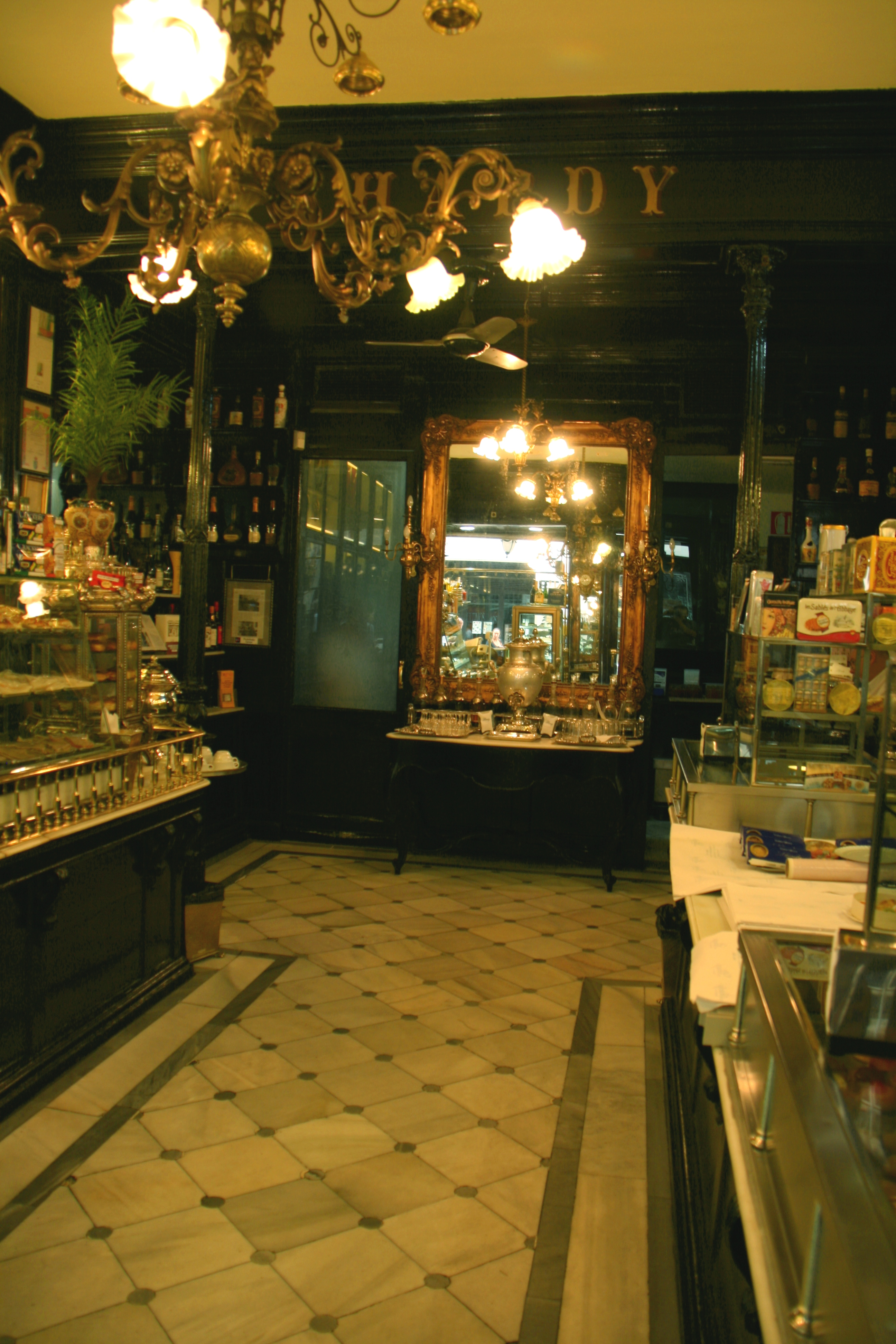
1階店内の様子。イサベル朝の鏡とサモワールが見える。

19世紀初頭、モンベリアルの若いパティシエだったエミール・ユグナン（Émile Huguenin）はブザンソンで貿易を学んだあと、パリで料理の腕を磨き、地方都市のアキテーヌに移り住んだ。 なぜ彼がのちにエミリオ・ラルディと呼ばれるようになったのかは不明であるが、おそらくパリのメゾン・ドレに触発されたものと考えられている。
エミリオ・ラルディはスペイン立憲革命（1820-23年）の後、ボルドーでフェルナンド7世の報復から逃れた多くのスペイン人亡命者と会った。また、このスペインの村で彼はプロスペル・メリメと親交を結ぶが、マドリードにレストランを出すことを提案したのはこのフランス人作家だったという。
ラルディはマリア・クリスティーナ・デ・ボルボン＝ドス・シシリアスが摂政だった時期である1839年に、のちに伝説となる店をマドリードのサン・ヘロニモ通りに建てた。そこは小説家のベニート・ペレス・ガルドスが書いたように、市内で最もにぎやかな通りのひとつであり、スペインの宿泊施設である（フォンダ (スペイン)）「黄金の泉」もあった。「黄金の泉」は1843年にフランス人実業家、カジミール・モニエの手に渡り、浴場・書店・旅館の複合施設となっていた。
エミリオ・ラルディの新しいペストリー・ショップ「ラルディ」はカルロス3世の地籍によると、当時50軒ほどの家しかなく、1848年まで敷石舗装が施されなかったサン・ヘロニモ通りの207番区画に建てられた。作家のマリアーノ・ホセ・デ・ラーラによれば、19世紀初頭のマドリードの旅館では外国人客はもとより、地元の人間にも美味しい料理を出さなかったとする、さまざまな証言があった。口さがないロマン主義作家の意見によれば、ひと部屋に20のテーブルがある食堂でもウェイターが1人しかおらず、料理は不味くサービスもひどいものだった。19世紀のマドリードでは、人々が旅館に行って食事をする習慣はなく、そこで提供された料理には植物油とニンニクが使われており、マドリードを訪れる外国人客の口に合わなかった。 したがって、海外旅行者にとってラルディの登場は奇妙とは呼べないものの、興味深い出来事だった。もうひとつの業務の新味は、客の自宅に出張して食事を提供することだった。 
フランスのパティシエは当初から精力的に愛想よく客をもてなし、ベーカリーは好評を博した。ガルドスの言葉を借りれば、ラルディはベーカリーにホワイト・タイを結ぶためにマドリードにやってきた。

### 初期の名声

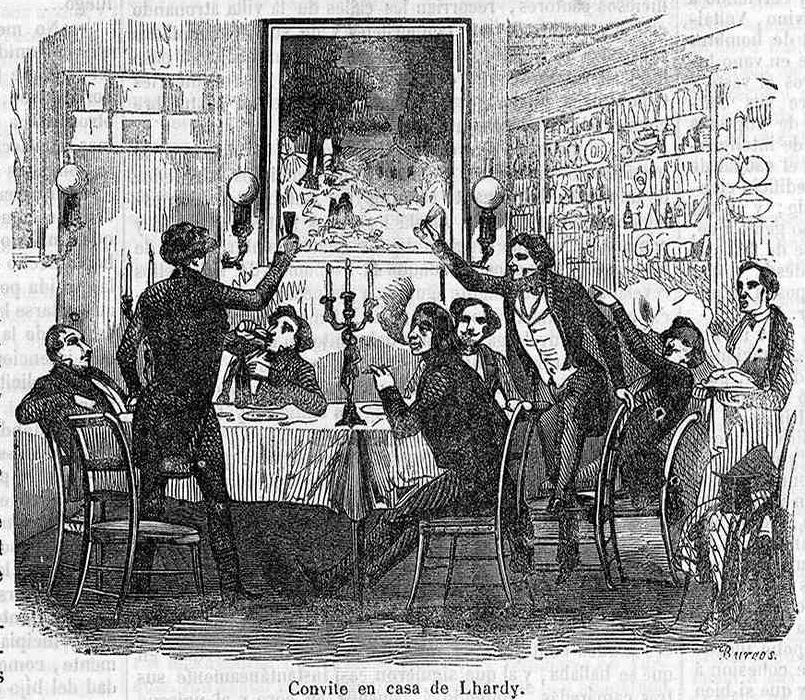
1846年のクリスマス・イヴの宴
「ラ・イルスタシオン」掲載

エミリオ・ラルディの名を一躍有名にした出来事は、1841年に催されたサラマンカ侯爵、ホセ・デ・サラマンカ・イ・マヨルの長男、フェルナンド・サラマンカ・イ・リバモア (1841-1904, :es) のための洗礼式晩餐会である。 このイベントにより、ラモン・デ・メソネーロ・ロマーノスは、1844年に著書「マドリードのマニュアル」で彼に言及している。初期にはサラマンカ侯爵との逸話がいくつか残されており、最も有名なもののひとつは、1846年のクリスマス・イヴに7名のボヘミアン作家（当時は無名）がラルディでの宴に招かれたことである。
もっとも、すべての声価がこのレストランの素晴らしさを示しているわけではない。アレクサンドル・デュマ・ペールは、カディスへの旅行中にマドリードを訪れ、ラルディのテーブル席に腰を下ろし、その場所を「カーサ・ラルディ」と名付けたが、レストランに対する彼の態度は完全に中立を保っていた。
1847年には、スペインの政治家でガストロノミーであったパスクアル・マドズの著書「スペインとその海外所有物の地理統計史辞典」にラルディの名が記された。8月20日にはエミリオ・ラルディの息子、アグスティン・ラルディが誕生する。フランスで教育を受けたこの風景画家・版画家は、マドリードの銀細工師養成学校、レアル・ファブリカ・デ・プラテリア・マルティネスに初めて絵画作品を出展する。

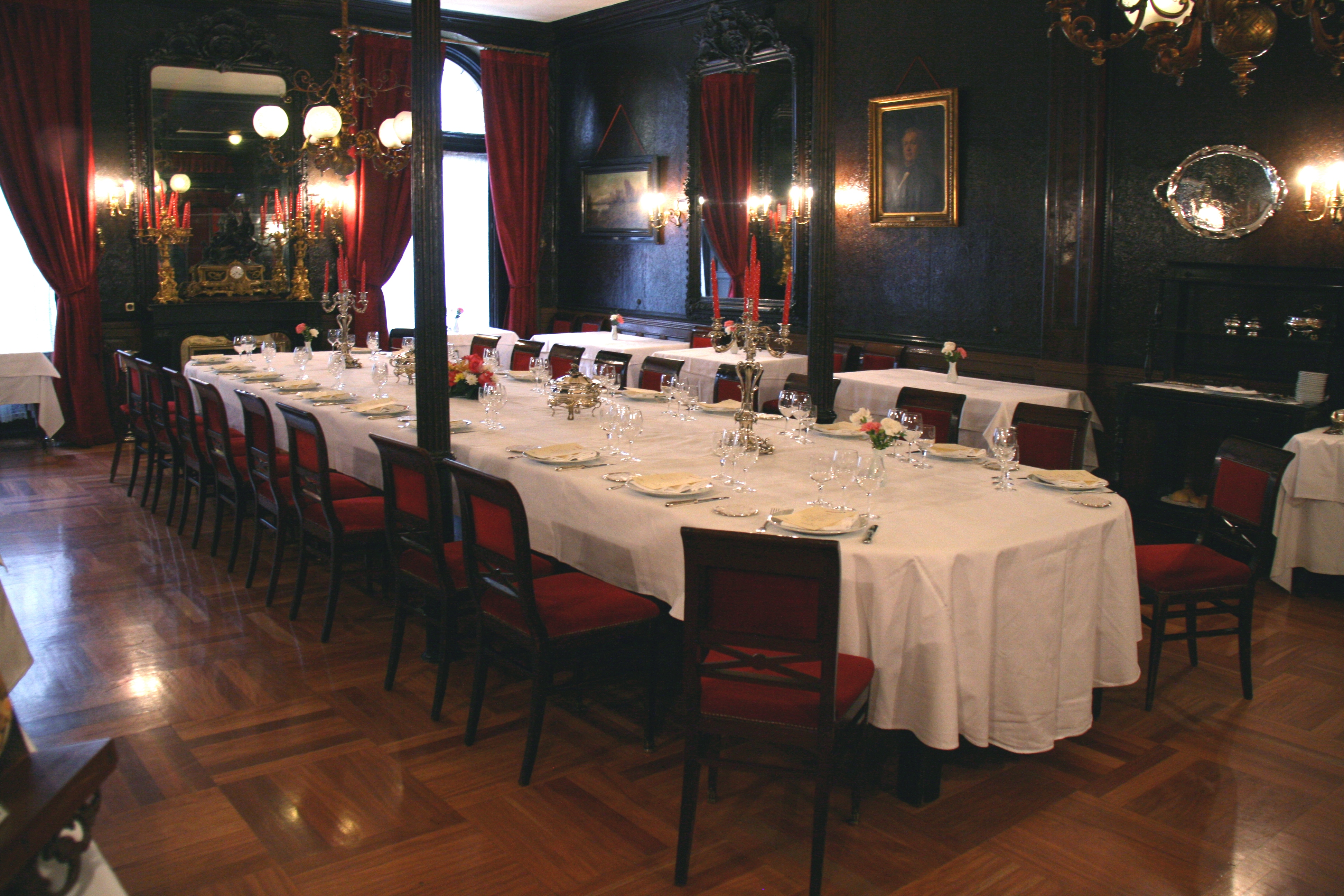
イサベルの間（1階）

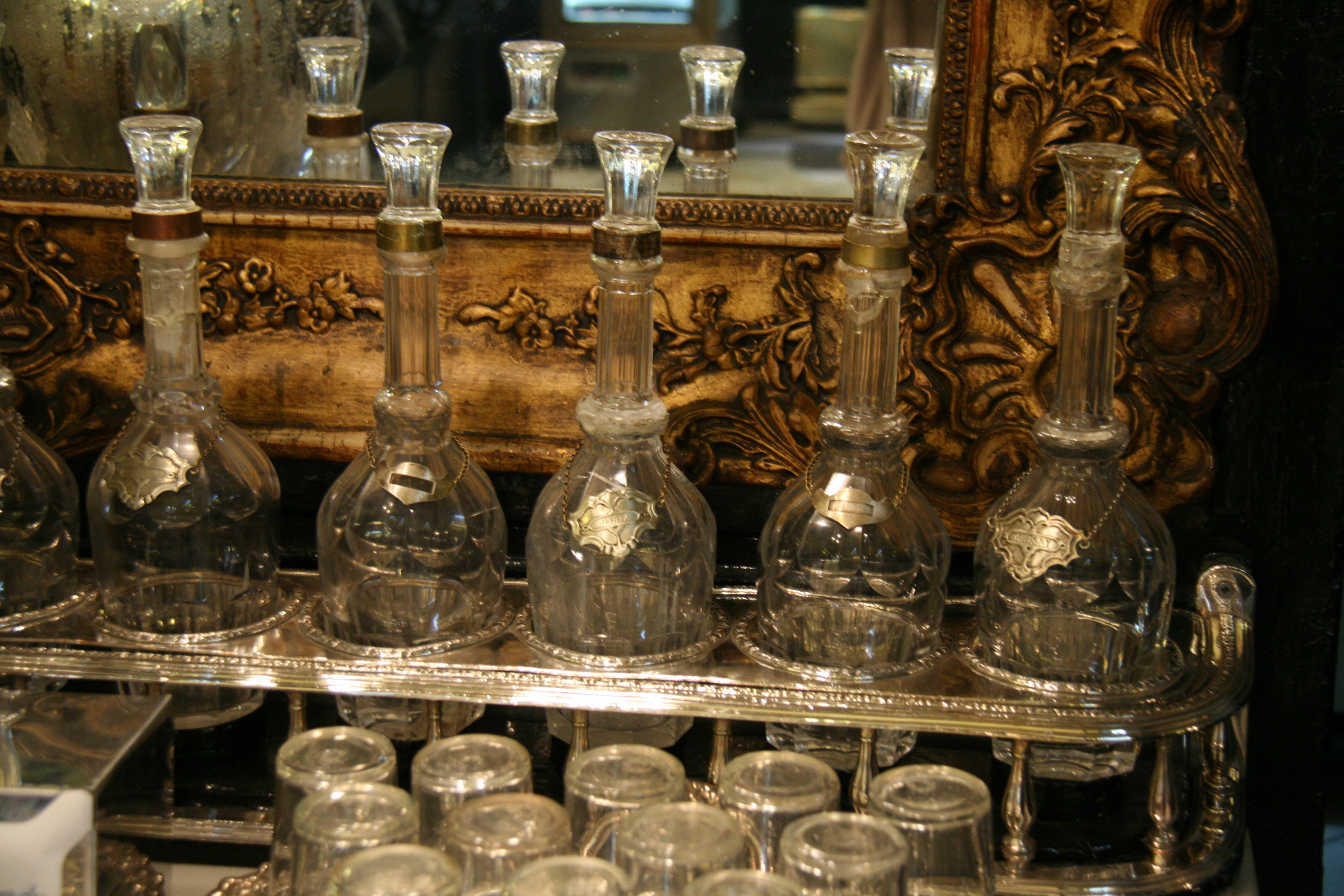
イサベル朝の鏡の前のリメタ

このレストランが有名になるにつれて、当時の有名人たちは競ってラルディのテーブルに着くようになった。ここでは重要な会合が開かれたが、ほとんどの料理は高価で、諷刺作家のマヌエル・デル・パラツィオは雑誌「ギル・ブラス」にクインテッラ（五行詩）を寄せた。
ジャーナリストのアンヘル・マリア・セゴヴィアのように、価格について諷刺する者も多かった。
祝典に供された夕食と昼食の例を以下に示す。
- 1853年、ラモン・デ・カンポアモール（スペイン語版）のカステロン知事就任記念。
- 1865年、サラマンカ侯爵の名を冠したサラマンカ行政区の落成記念。
- 1872年、出版者のミゲル・ギャロ（Miguel Guijarro）による「スペイン、ポルトガル、アメリカの女性」出版記念。
- 1876年、マドリードのトレーディング・ブローカーの新年会。
- 同年、政治家のエミリオ・カステラール（スペイン語版）がマリー＝レティシア・ボナパルト＝ワイズ（フランス語版）を讃える会を開く[13]。
- 1881年、マドリード市議会におけるペドロ・カルデロン・デ・ラ・バルカの没後200周年記念。
- 1882年、マドリード市長のホセ・アバスカル・イ・カレダーノ（スペイン語版）は、国王の大臣たちに夕食を提供する。
- 1885年、テノール歌手のフリアン・ガヤレ（スペイン語版）はスペイン造船所の代表者から昼食に招待される。

19世紀後半の最も有名なケータリングには以下のようなものがある。
- 1858年、サラマンカ侯爵宮殿（スペイン語版）がパセオ・デ・リコレトス（スペイン語版）に完成。
- アランフエス–アリカンテ間の鉄道開通祝い。
- 1871年、路面電車のトランヴィアス・デ・マドリード（スペイン語版）開通。
- 1880年6月6日、アルカラ・デ・エナレス大司教宮殿（スペイン語版）の評議会ホールでのアルフォンソ12世とその妻マリア・クリスティーナ・デ・アウストリアの昼食会。
- 1885年、タブラス・デ・ダイミエル（スペイン語版）で催された王室の狩りの宴。

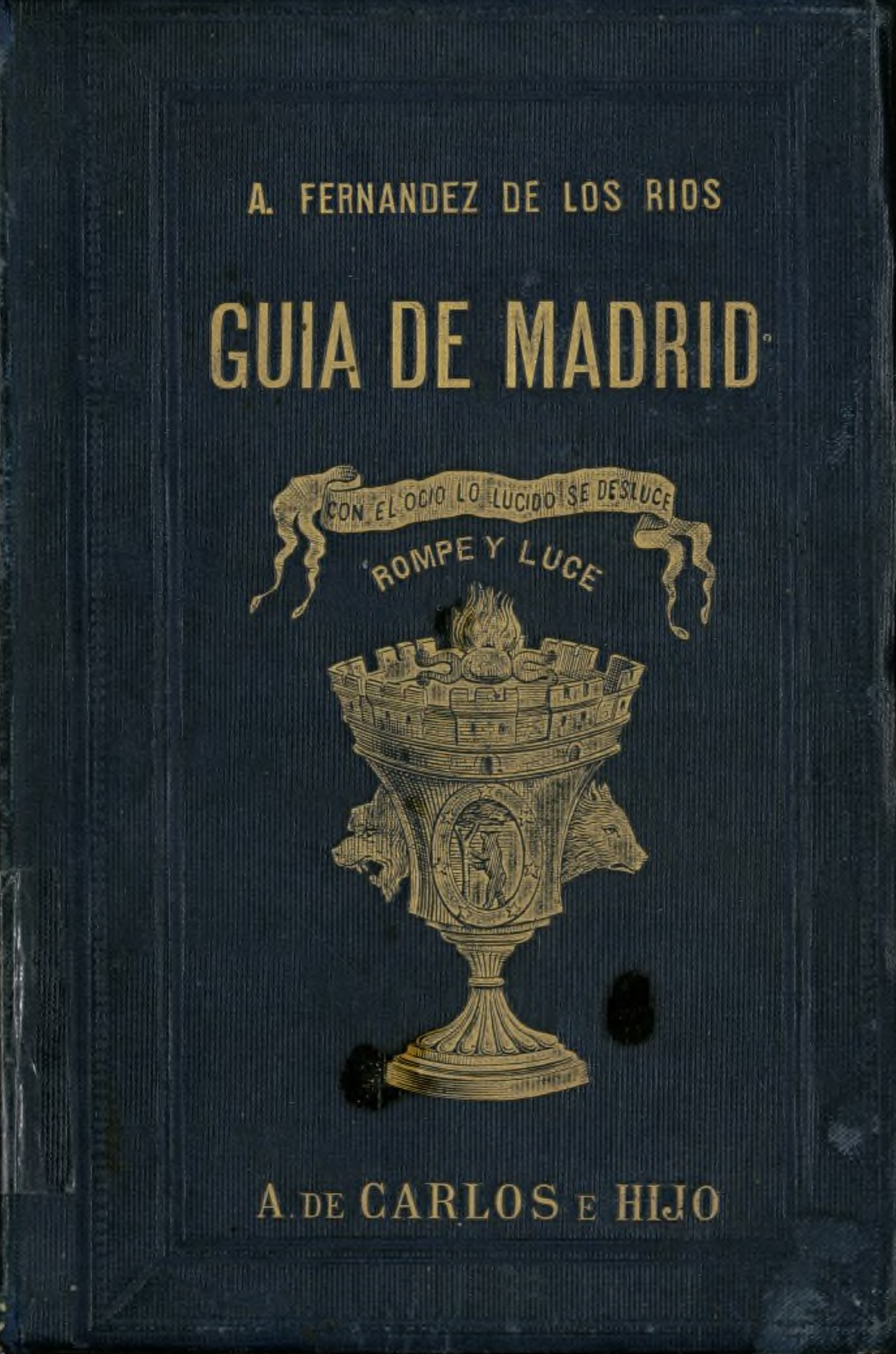
マドリード・ガイド

ラルディの名声はいよいよ高まり、ジャーナリストのアンヘル・フェルナンデス・デ・ロス・リオスによるマドリードの名所を紹介した著書「マドリード・ガイド」（1876年）に掲載された。
19世紀が終わりに近づくころ、ラルディは装飾家のラファエル・ゲレーロ（Rafael Guerrero - かつて「カフェ・スイス」の改装も手がけた）によって改装され、スパニッシュ・マホガニー製のファサードなど、流行のスタイルに造り変えられた。この時はラルディでディナーとコンソメが振舞われた。1885年には電話回線が敷設され、電話予約を開始した。さらに、この年からのちにラルディの代名詞となるコンソメのサモワールによる提供を始めたが、これは当時の女性客を中心に人気を集めた。
この頃、エミリオの息子のアグスティン・ラルディは、自身の画家としての手腕も含めてレストランの経営を始めた。彼は1887年にエミリオが死去したあとの経営を引き継ぎ、ラルディは有限責任会社となった。この時、作家でガストロノミーのマリアーノ・パルド・デ・フィゲロアがマドリードを訪れ、著書「La mesa moderna」（「モダンなテーブル」の意味）でラルディについて言及している。
アグスティンはサービスに陽気な空気をもたらした。彼は友人のジャーナリスト、マリアーノ・デ・カヴィアとともに、テーブルで料理に絵付けを行なった。諷刺画家のラモン・シラは、1890年に雑誌「マドリード・コミック」で、彼を戯画化した。コラムニスト、ディオニシオ・ペレス・グティエレスの諷刺詩は、アグスティンの絵画への情熱をほのめかしている。

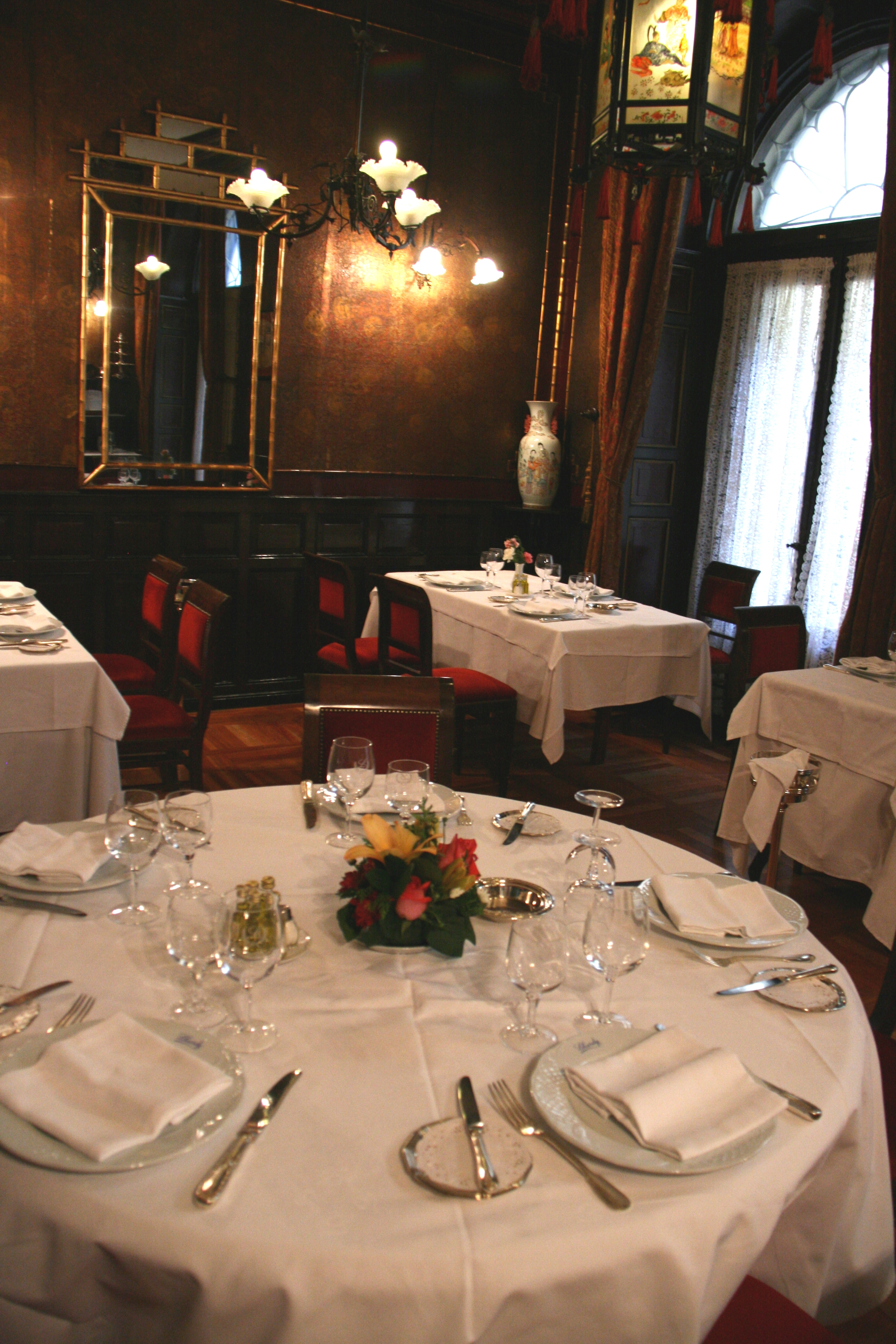
日本の間（2階）

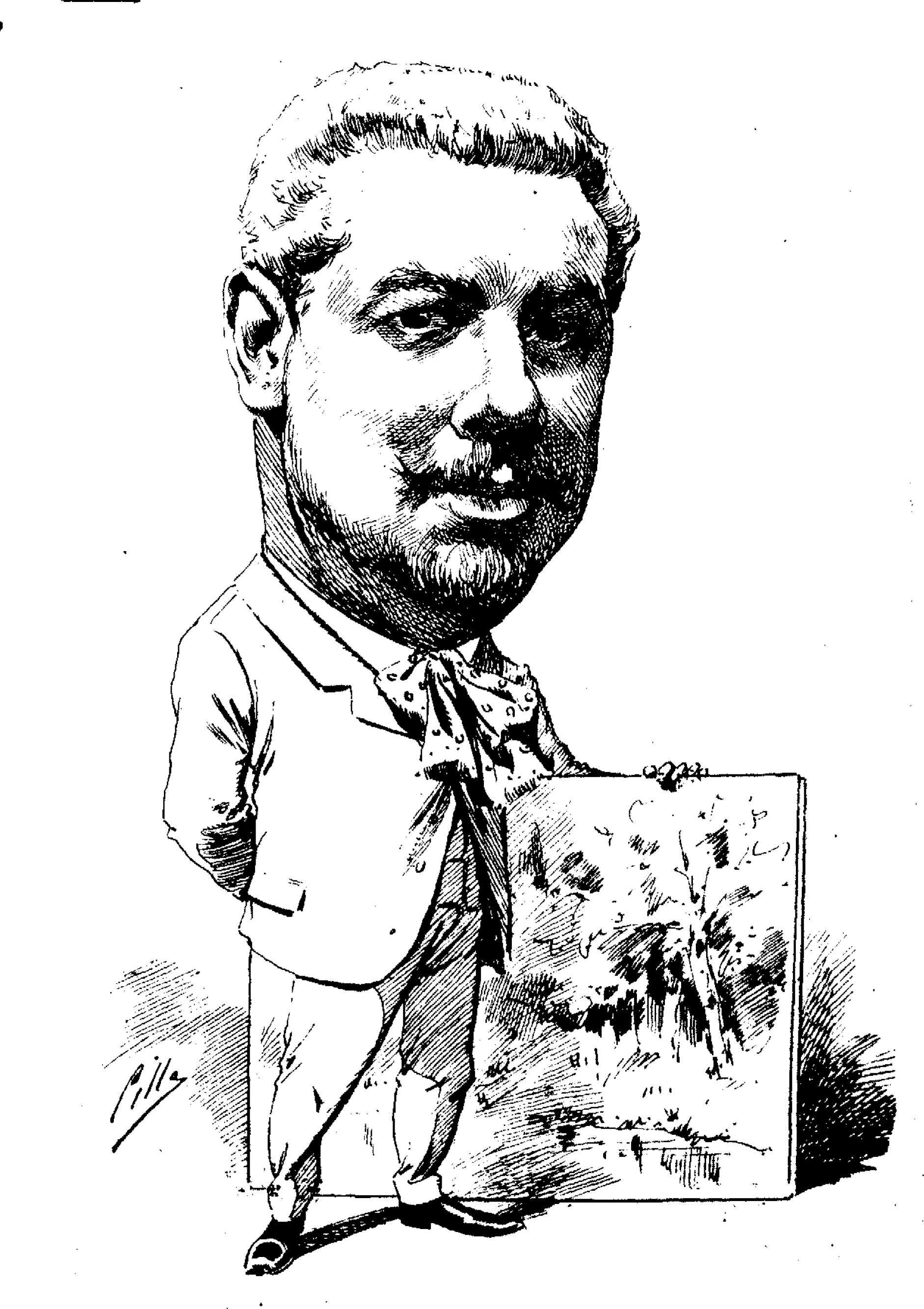
ラモン・シラの戯画

アグスティンは1890年にマドリード - ビルバオ間の鉄道ワゴン提供ケータリング事業を始めた。レストランはマドリードの社会生活の中心であり、1896年5月23日付けの雑誌「白と黒 (スペインの雑誌)」は店舗とレストランの構成を紹介した「ラルディの家」と題する特集記事を掲載した。1898年、ラルディはベネディクト会と提携し、セビリアのチョコレート・ブランド「R.R.ベネディクト・ファーザーズ」を独占的に販売した。

### 20世紀初頭 - アグスティン・ラルディ

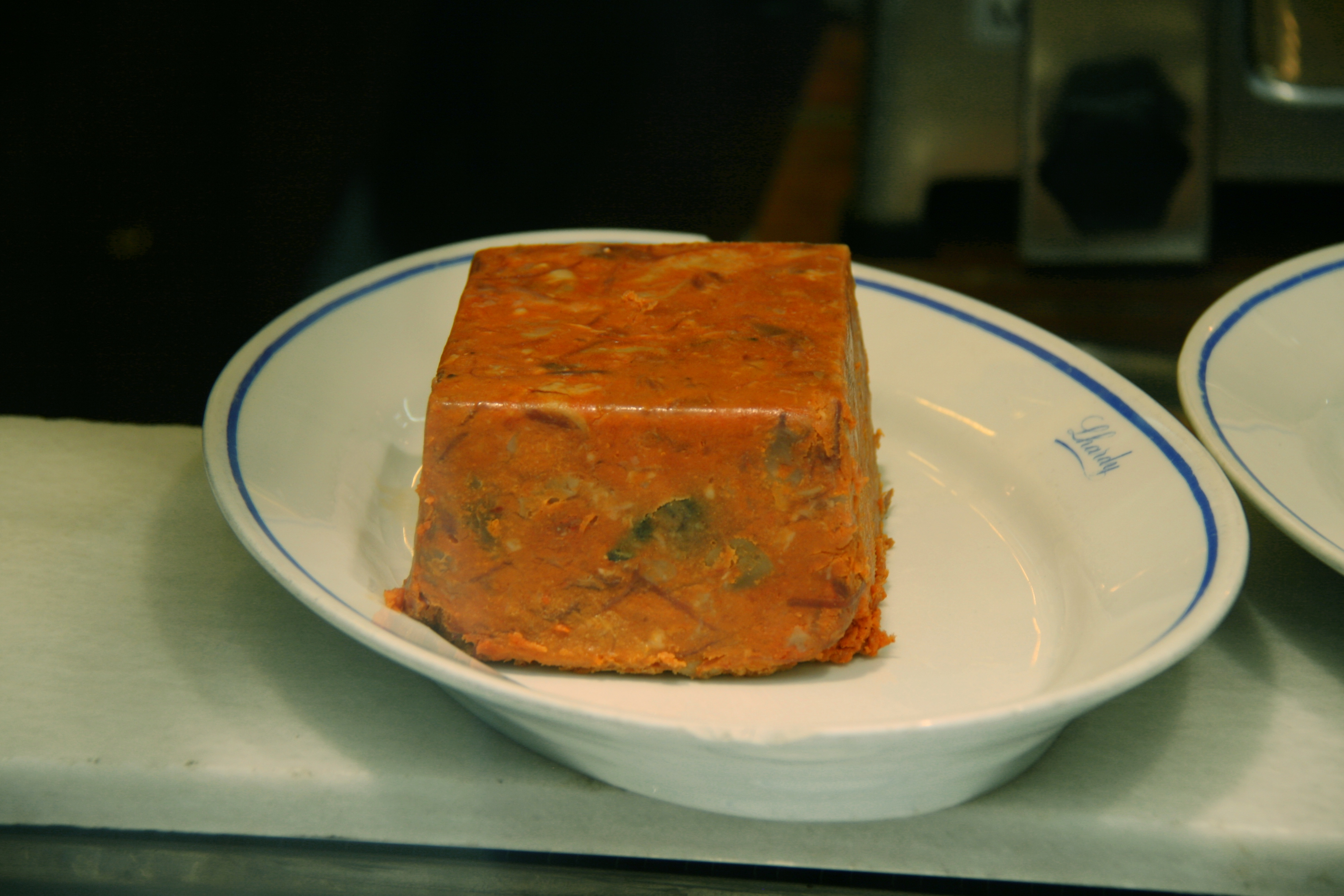
マドリード風カジョスのアスピック

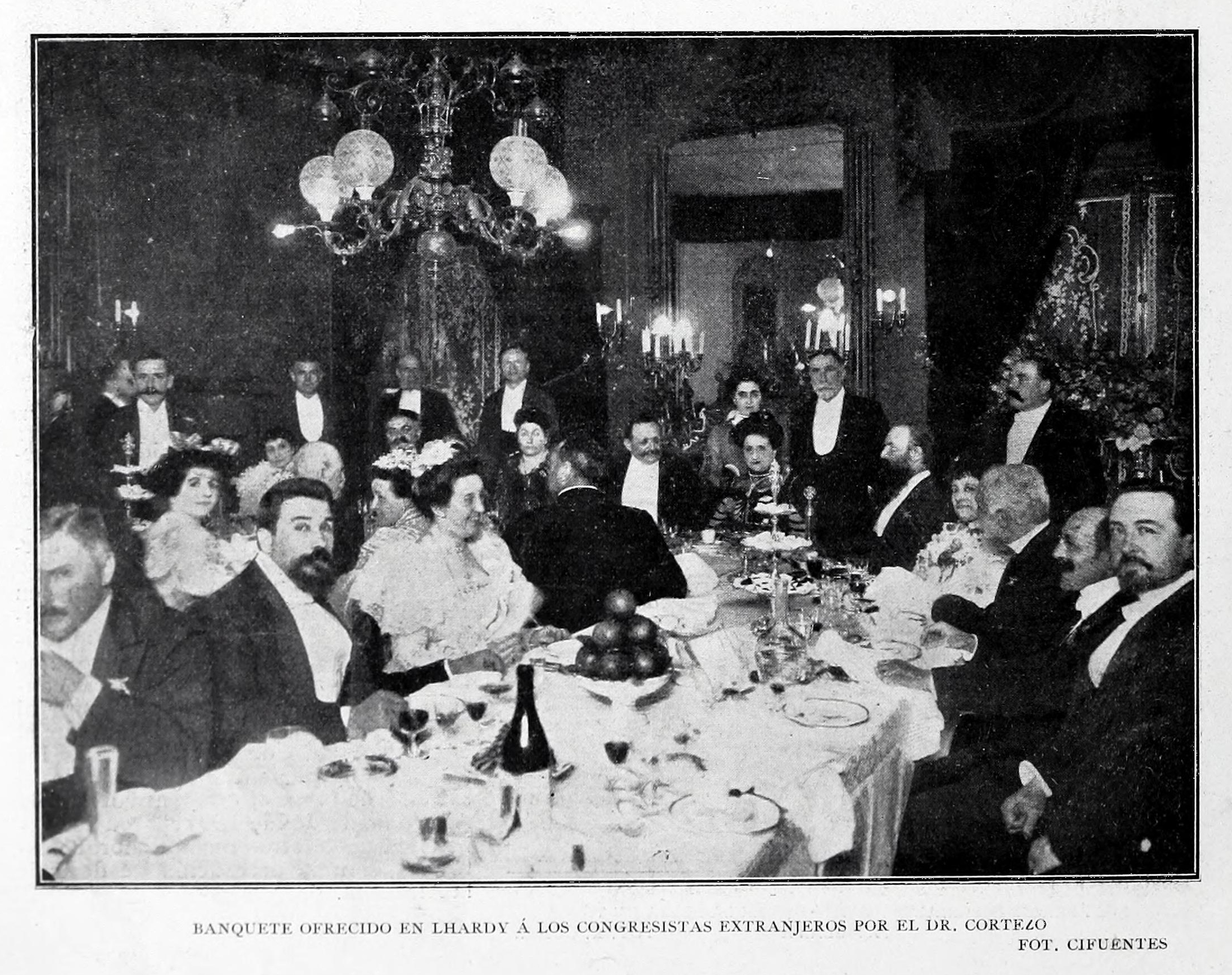
コルテソ博士の宴 (1903年4月25日)

20世紀はレストラン経営者としてのアグスティン・ラルディから始まる。作家のマヌエル・マリア・プガ・イ・パルガや、アンヘル・ムーロなどの美食家たちは、ラルディの料理を賞賛する。ムーロは自身の料理書「El practicón」（練習の意味）で、ラルディのカジョス・デ・ラ・マドリレーニャ（マドリード風カジョス－牛胃袋の煮込み）を賞賛し、いくつかのレシピを提供した。マエストロのチキン、キジ肉、タマネギを詰めたヤマウズラ、マカロニ入りのガチャス・マンチェガス（ラ・マンチャ風おかゆ）。1906年、アグスティンは店内にそれまでのガス灯に加えて電気照明を導入。1909年、政治家のアウグスト・ゴンサレス・ベサダはラルディを商標登録した。一方で彼の父親譲りの料理や宴も以下のように継続された。
- 1903年、19世紀への惜別として、医学博士のカルロス・コルテソ（スペイン語版）はマドリードの医師たちに夕食を提供する。
- 1901年、ラルディがスポンサーとなり、マドリード・フィルハーモニー協会（スペイン語版）が創設される。
- コルテス宮殿（スペイン語版）の大統領、ジギスムント・モレ（スペイン語版）は15名の議員のために何度か日曜日に宴を催す。
- 1906年、彫刻家のマリアーノ・ベンリウレは、仲間のミゲル・ブレイに夕食を提供する。
- フォルナリーナ (女優)（スペイン語版）はラルディの「日本の間」がお気に入りで、夕食によく利用した。
- 料理人のアドルフォ・ソリチョン（スペイン語版）は、ラルディの弟子を公言し、1900年に「料理芸術」と題する料理書を出版した[20]。

### 戦禍 - アグスティンの没後

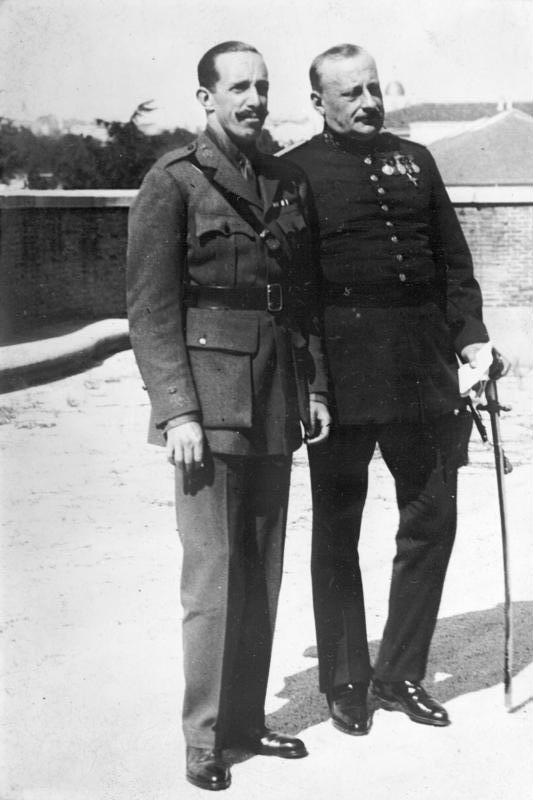
1930年に撮影された、スペイン国王アルフォンソ13世（左）と、首相のミゲル・プリモ・デ・リベラ（右）。
独裁者のリベラは、しばしばラルディの「日本の間」で政談を行なった。また、アルフォンソ13世の父親である、先代国王のアルフォンソ12世も、顧客としてラルディのケータリング・サービスを利用していた。

1918年4月3日にアグスティンが死去し、経営は娘婿のアドルフォ・テメス・ニエト（Adolfo Temes Nieto）に譲られた。第一次世界大戦と、競合店の増加により状況は困難さを増したが、アドルフォはこれまでのスタイルを維持し、お祝いの昼食と宴が続けられた。劇作家のハシント・ベナベンテは店のホールで何度も饗応を受け、作家のグスターボ・モラレス・ロドリゲスはそれらの出来事を小説に書いた。前衛作家のラモン・ゴメス・デ・ラ・セルナは1923年に食事を楽しみ、独裁者のミゲル・プリモ・デ・リベラは1929年12月3日に閣僚たちに夕食を提供している。
アグスティンの娘、エミリアは、財務省の検査官アドルフォ・テメスと結婚し、政財界の後ろ盾を得たが、政治家、闘牛士、ジャーナリスト、学者などの男性中心社会にあって、エミリアは1926年に何人かの従業員に相続権を譲った。パティシエのアンブロージオ・アグアド・オマーニャ（Ambrosio Aguado Omaña）は、義理の兄弟であるシェフのアントーニオ・フェイト・ペレスと共同で、1926年にエミリオの孫娘から敷地を購入することを決定した。アントーニオの人気は高まり、20世紀の始めに非常に流通していた「ABC」などのいくつかの新聞における、オリーブ・オイル広告のイメージキャラクターに起用された。
1930年3月20日、ラルディのパートナーのひとりであるフルトス・ガルシア（Frutos García）は、カンポ・デ・マドリードにあったレアル・マドリードのケータリング施設運営の認可を受けた。その一方で、スペイン内戦中の記録はほとんど残っていない。食糧制限が明らかになった時、店は閉鎖されたままで、レーズン、イチジク、ワインを販売していた。航空爆弾がヘロニモの路上に落ち、ショーケースの窓を壊し、建物に深刻な被害を引き起こしたことが知られている（店の地下室でシャトー・ディケムのワインを要求し、これまでに味わったワインの中で最悪のものであると言った民兵の話による）。
戦争が終結に近づくにつれ、レストランは営業を再開し、徐々に通常営業を始めた。それは再び有名な夕食から始まった。その中にはさまざまな芸術家が19世紀風のロマンティックで冗談めかした言い回しで「世紀の終わり」と呼び、1943年に別れを告げたエピソードが残っている。1947年には作家のジュリア・メリダによる「ラルディの伝記 (Biografía de Lhardy)」が出版された。詩人でジャーナリストのフランシスコ・ウンブラルは次のように語る。
居酒屋で共謀する人もいれば、ラルディで共謀する人もいます。それはバジェカスの幕屋で始まり、ラルディの夕食で終わります。国民生活の秘密は、労働者の居酒屋からラルディに跳び移ることだからです。

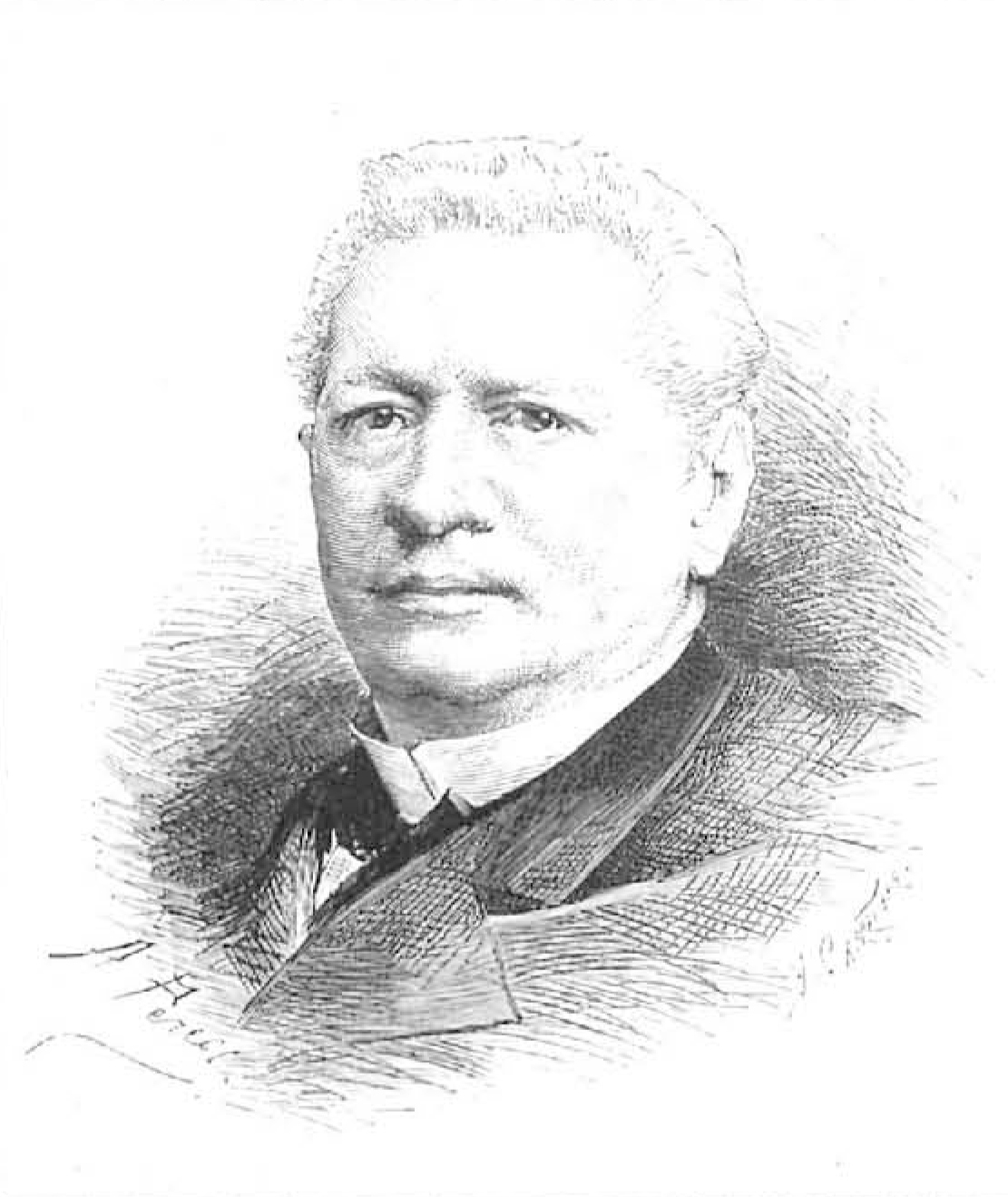
エミリオ・ラルディ (1887年)
アルフレド・ペレア画

20世紀の終り、ラルディは100年もの間、スペインとマドリードの歴史の一部を担ってきた伝統を持つ空間だと考えられていた。レストランは最高の食品評論家によって賞賛されている。そして、19世紀および20世紀の数多くの文学作品に言及されている。98年世代の作家、アソリンは次のように断じた。
ラルディのないマドリードなど想像することはできない。

### 21世紀に向けて
21世紀初頭、ラルディはミラグロス・ノヴォ・フェイト（Milagros Novo Feito）と、ハビエル・パゴラ・アグアド（Javier Pagola Aguado）が管理し、一族の伝統を維持し、レストランにアグアドとフェイトという姓を加えた。
2009年、ラルディは復元されたマルカード・デ・サン・ミゲルに出店した。そこでは一部の名物料理を提供している。レストランは会議やビジネスの場でもあり、ラウンジや階段にはロマンティックな空気が封じ込められている。同年秋には3つの部屋で小規模な火災が発生したが、いくつかの改装を経て営業を再開した。しかし、COVID-19パンデミックの期間、社会距離拡大戦略のためにラルディの売上高は70%減少し、ラルディは2021年3月に破産を申告した。同年5月、ラルディはコルネサス漁業（Pescaderías Coruñesas）に買収された。

## サービス

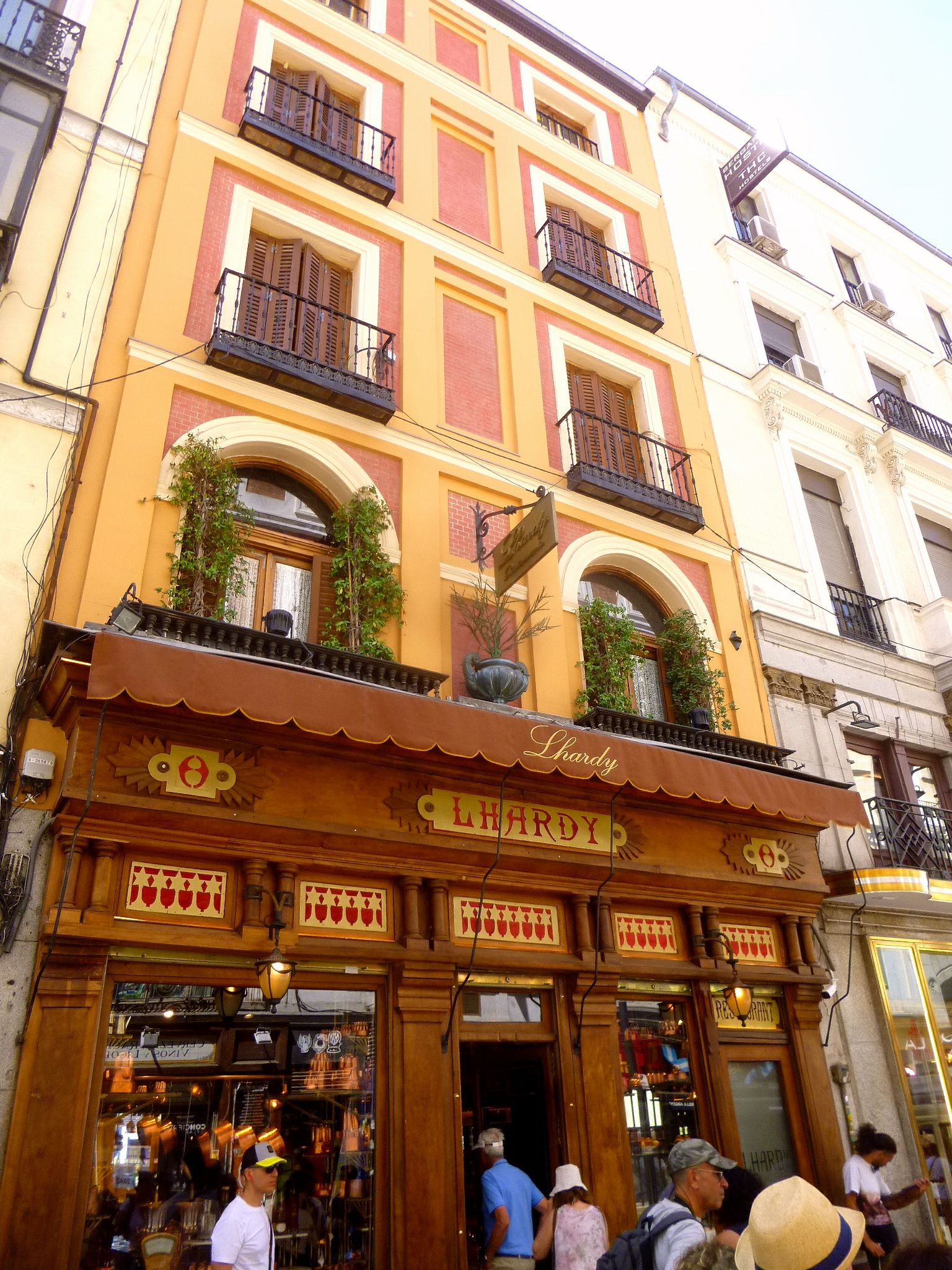
ラルディのエントランス見上げ
（2023年）

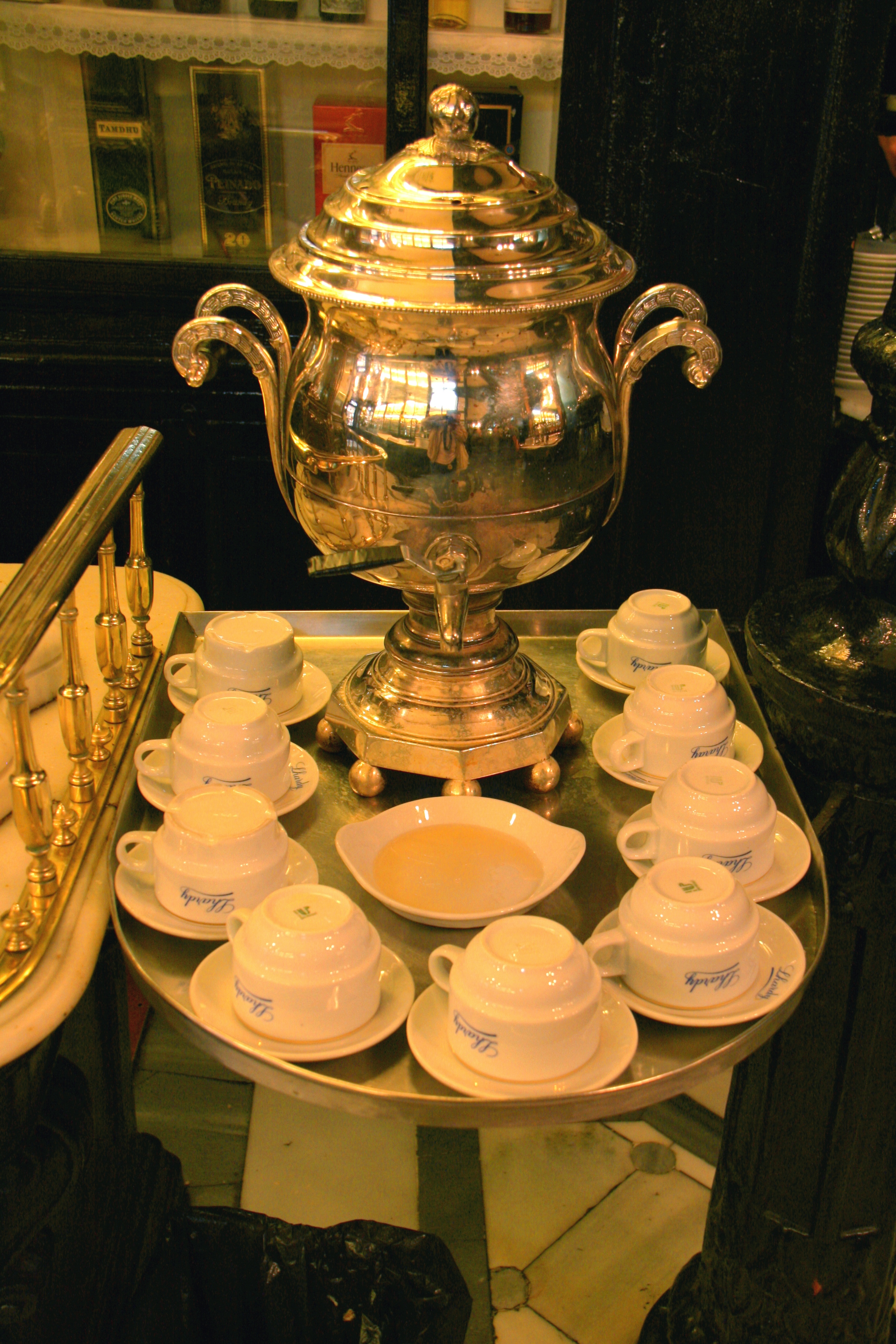
コンソメを提供するサモワール

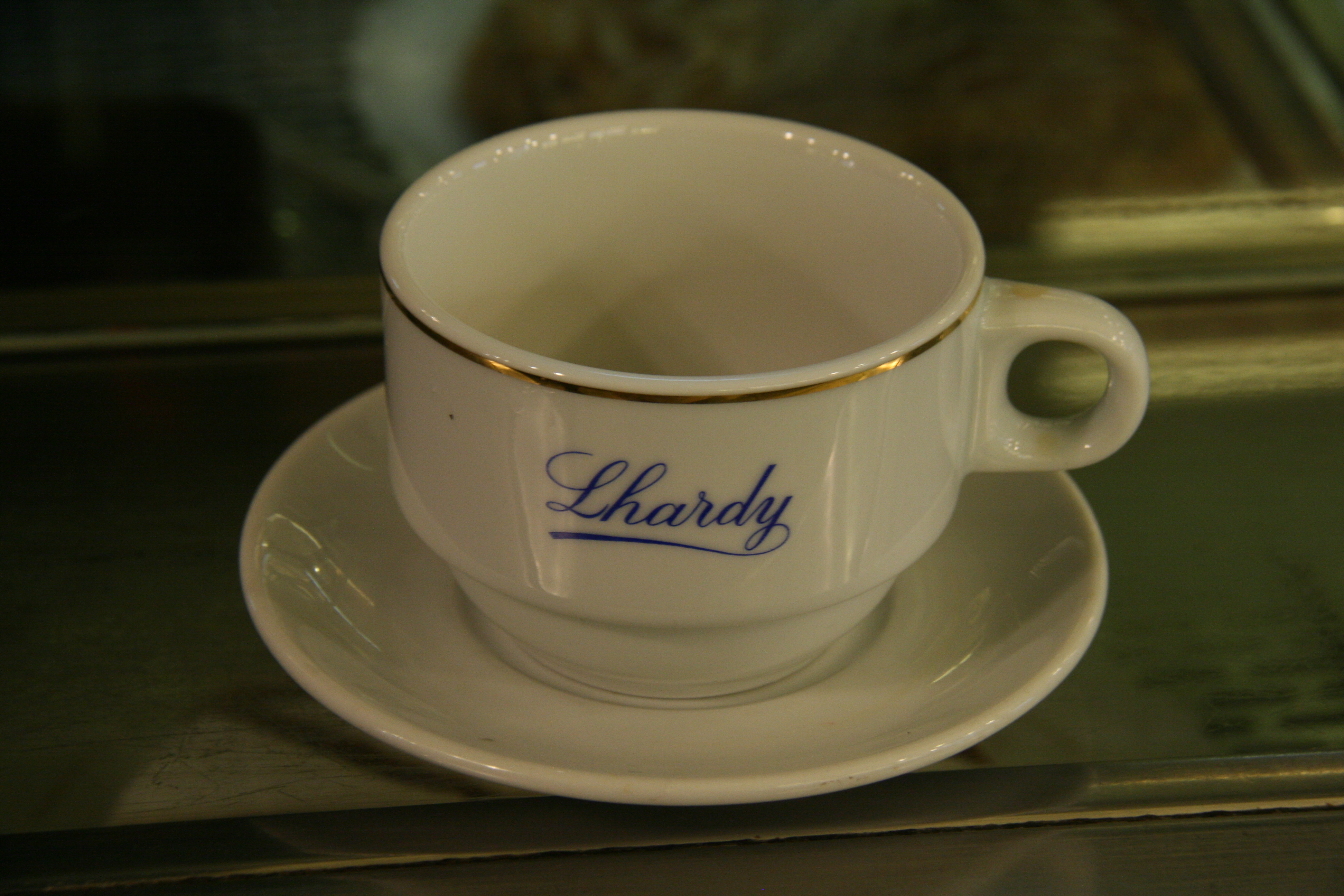
ラルディのカップ&ソーサー

ラルディは2階建ての店内にショップとバル、レストランを併設している。レストランは1885年以来銀製のサモワールで提供されるコンソメが有名である。一部の客は、コシード・マドリレーニョ（マドリード風シチュー）を賞翫する。シュー皮、エクレア、さまざまなパフペストリー、ラム酒やキルシュヴァッサーで風味付けされたサヴァランなどのフランス名の菓子。シャルキュトリーやランチョンミート類では、七面鳥のトリュフ詰め、ローストビーフ、レングア・エスカルラータ（緋色の舌－牛舌のソーセージ）、レバーのペストリー（パステル・デ・リーブレなど）、ウエボ・イラド（日本の鶏卵素麺に相当）、アスピックなどを提供している。マドリード料理（フランス料理を思い起こさせる）の作法へのこだわりも強く、ある有名な批評家は、ラルディのマドリード風シチューをスープ・野菜・肉と3回に分けて提供する配膳法、トレス・ブエルコスについて言及している。始めに述べたように、ラルディはこれらの料理を19世紀および20世紀初頭調に装飾された6つのサロンで提供している。アグスティンの絵画が飾られたメイン・ダイニングルーム「イサベルの間」、壁の布地と飾られたランプにちなんで名付けられた有名な「日本の間」、白い壁で装われた「ブランコ（白）の間」、ヴァイオリン奏者のパブロ・デ・サラサーテの間、テノール歌手のフリアン・ガヤレと、エンリコ・タンバリックの間。これらは1839年からのマドリードの歴史と文化が封じ込められた空間となっている。

### テーブル席数
- イサベルの間 - 65席
- 日本の間 - 20席
- 白の間 - 8席
- サラサーテの間 - 22席
- ガヤレの間 - 12席
- タンバリックの間 - 8席

### 営業時間
ショップ／バル
- 月曜日から土曜日 - 9:00～23:00
- 日曜日 - 10:00～17:00 ※夜は休業
- 12月24日と12月31日 - 9:00～18:00
- 12月25日と1月1日 - 9:00～17:00
- 祝日は終日休業

レストラン
- 月曜日から土曜日 - 13:00～24:00
- 日曜日 - 13:00～16:00 ※夜は休業
- 祝日は終日休業

### アクセス
- マドリード地下鉄 - 1号線・2号線・3号線のソル駅 (Sol) より徒歩で約3分
- 駐車場あり

## 文学における引用
- ベニート・ペレス・ガルドスは「国民挿話（スペイン語版）」をはじめとする小説の主人公の食事場面にラルディを引用している。
- マヌエル・ブルトン・デ・ロス・エレーロス（スペイン語版）はコメディ「La hipocresía del vicio」（悪徳の偽善）で引用している[31]。
- ルイス・コローマ（スペイン語版）は1891年発表の小説「Pequeñeces」（ささいなこと）でエミリオ・ラルディに言及している。

## 逸話
- 1847年、当時17歳のイサベル2世はお忍びでラルディを訪れた[32]。
- 1867年、画家のフェデリコ・デ・マドラーソはエミリオ・ラルディの肖像画を描いた。
- アルフォンソ12世はお忍びで何度も訪れ、個室でホセ・オソリオ・イ・シルバ（スペイン語版）と会見した[33]。
- 1972年には『日本の間』で「美味しい食べ物の同胞団」が結成された[26] 。

## ギャラリー

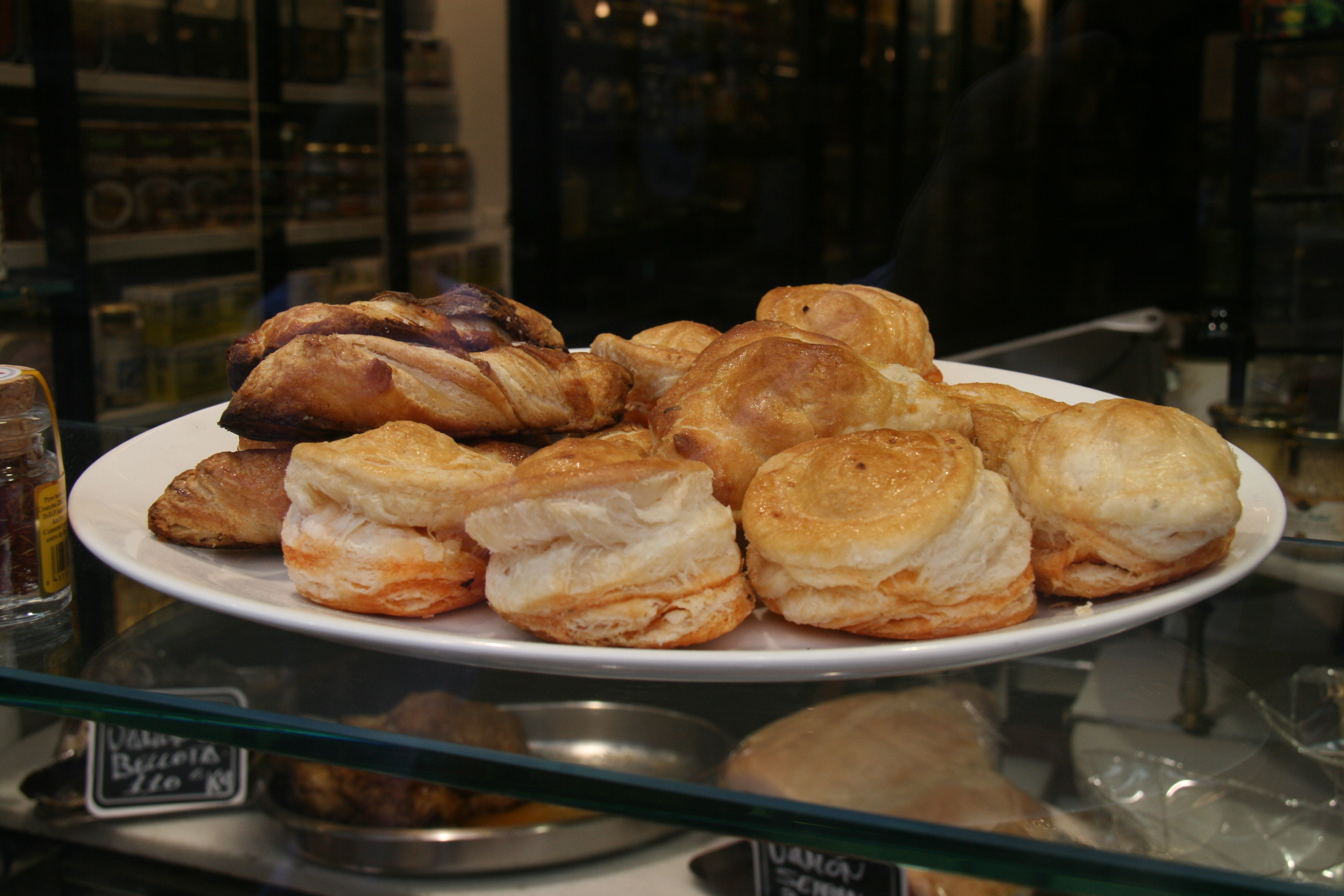
パフペストリー
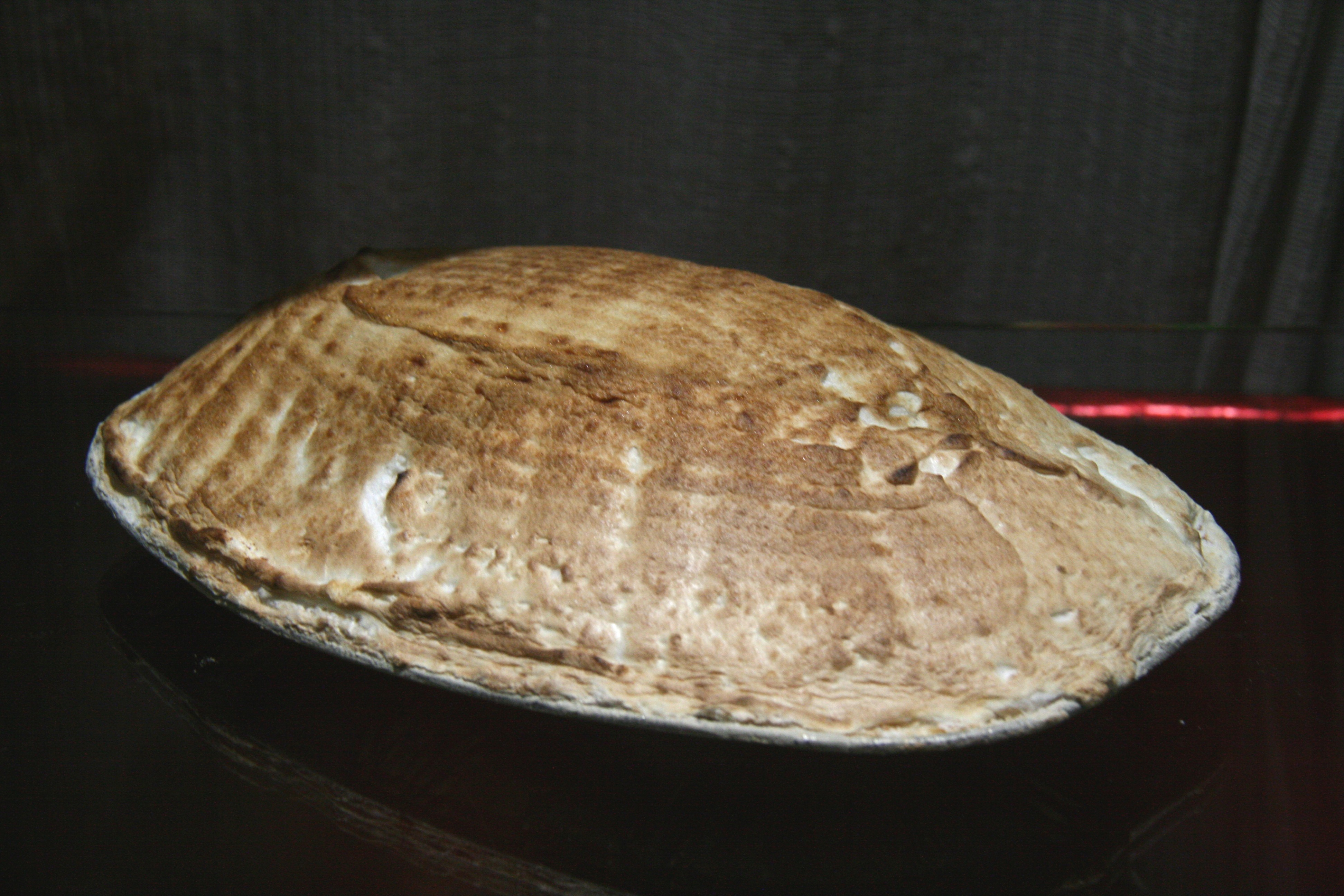
メレンゲケーキ
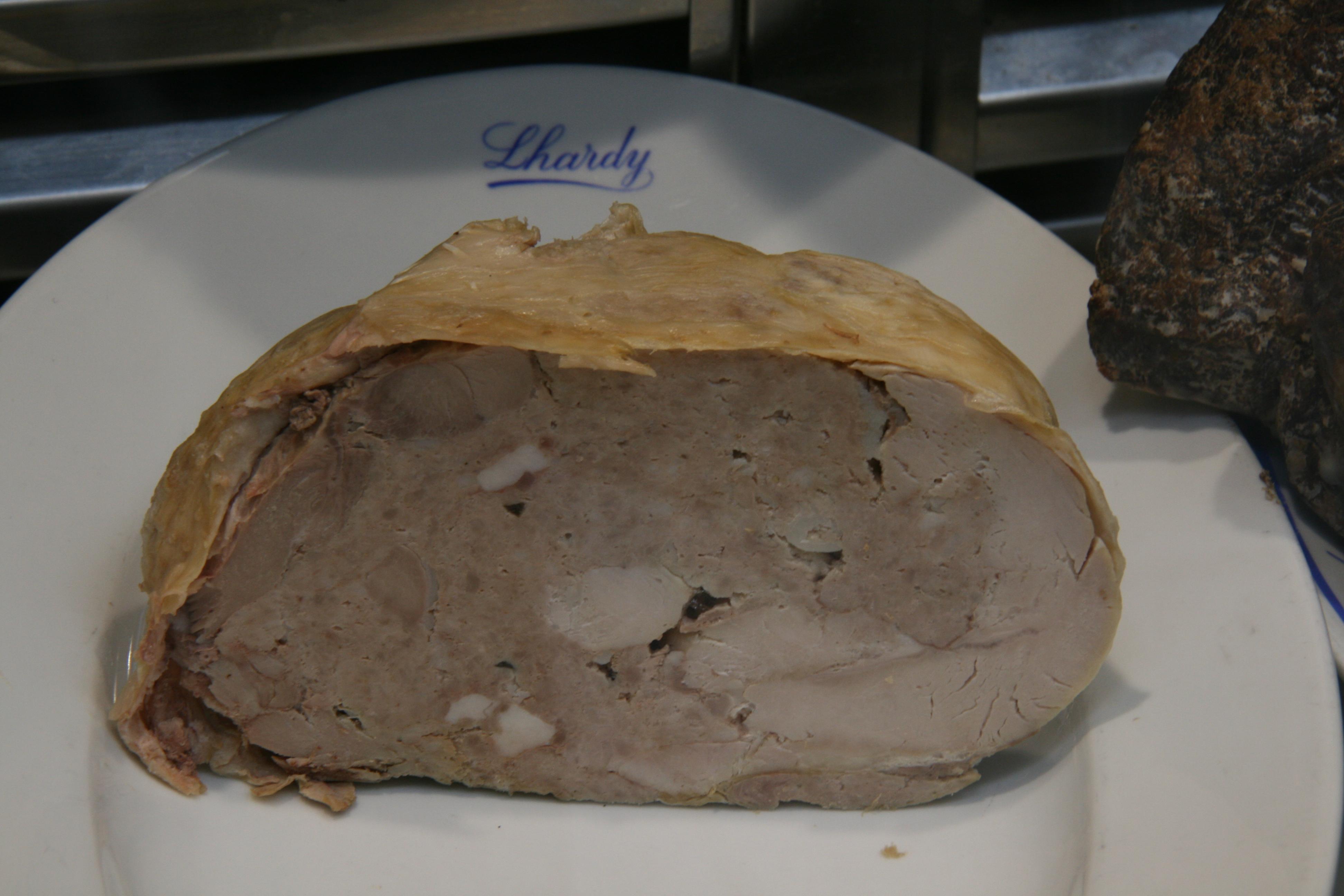
自家製豚肉ソーセージ
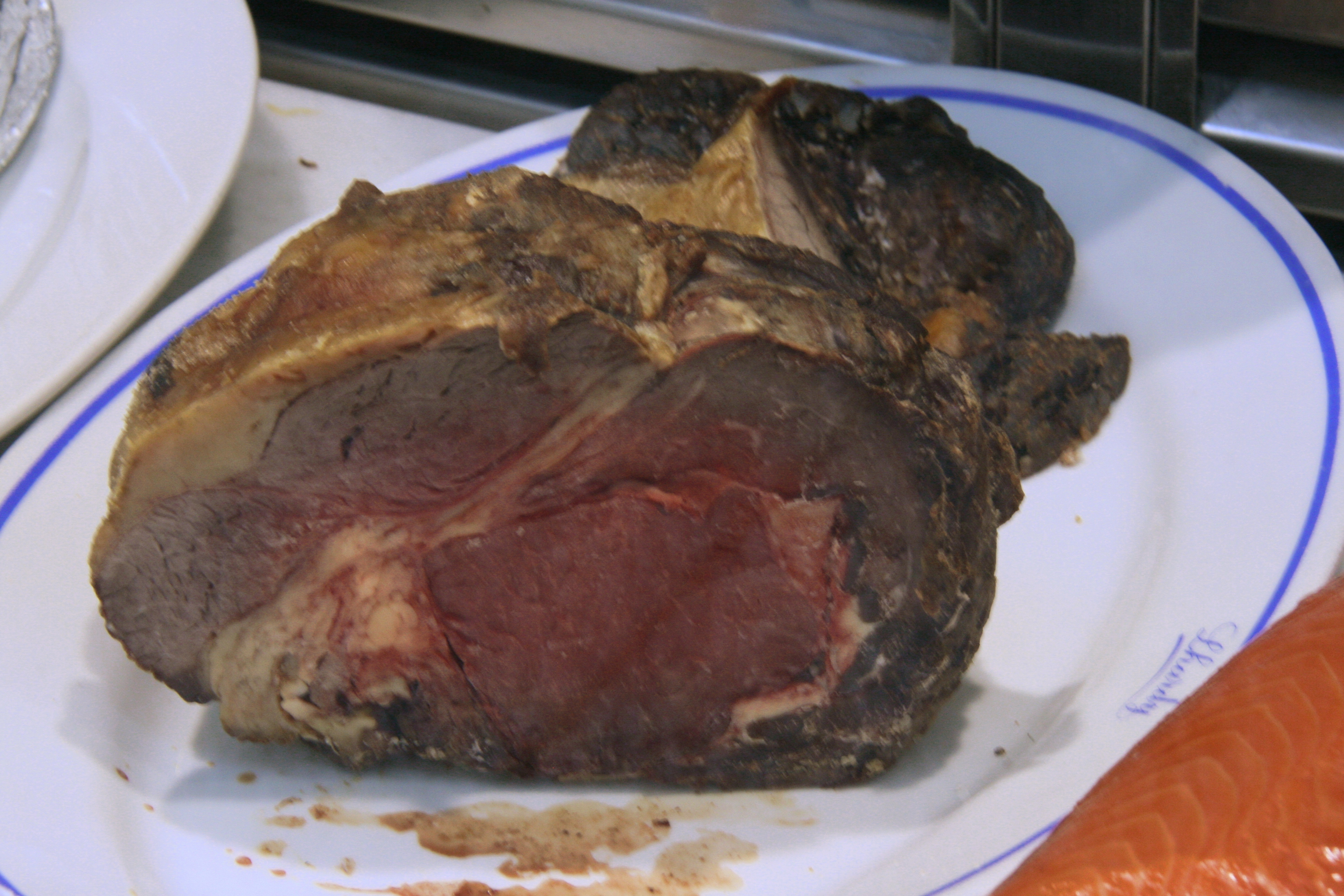
ローストビーフ
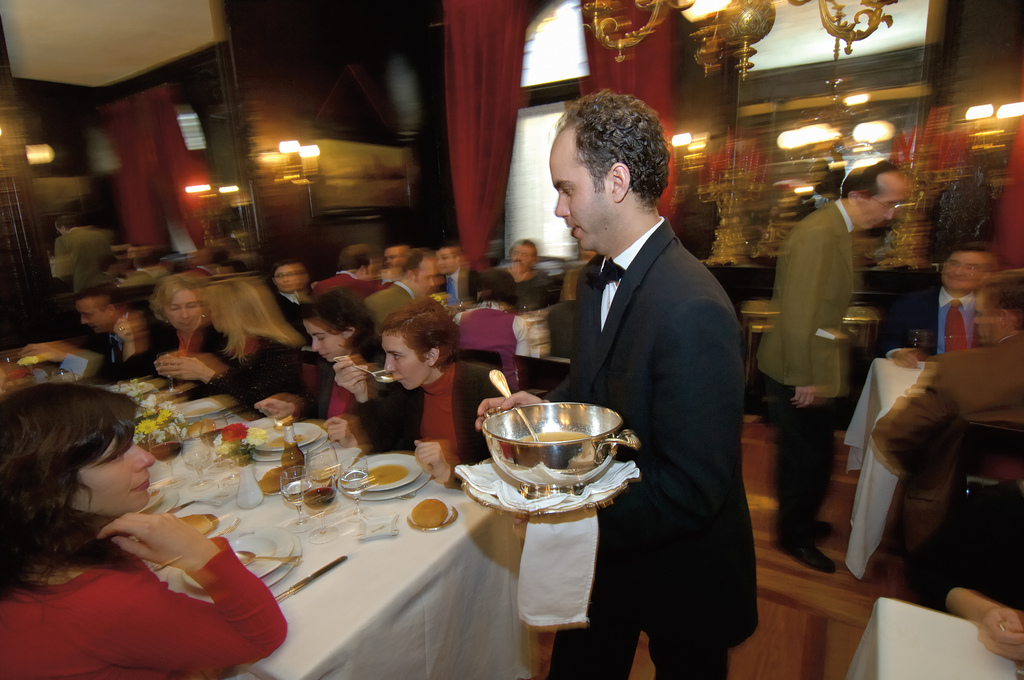
2005年の店内